# Suchobusimskoje
Suchobusimskoje (russisch Сухобу́зимское) ist ein großes Dorf (selo) in der Region Krasnojarsk in Russland mit 4361 Einwohnern (Stand 14. Oktober 2010).

## Geographie
Der Ort liegt etwa 60 km Luftlinie nordnordöstlich des Regionsverwaltungszentrums Krasnojarsk bei der Mündung des Suchoi Busim (Trockener Busim) in den Busim (auch Bolschoi Busim, Großer Busim), der gut 30 km nordöstlich von links in den Jenissei mündet.
Suchobusimskoje ist Verwaltungszentrum des Rajons Suchobusimski sowie Sitz der Landgemeinde (selskoje posselenije) Suchobusimski selsowet, zu der außerdem die Siedlung Busim (5 km östlich) und das Dorf Tolstomyssowo (11 km südöstlich) gehören.

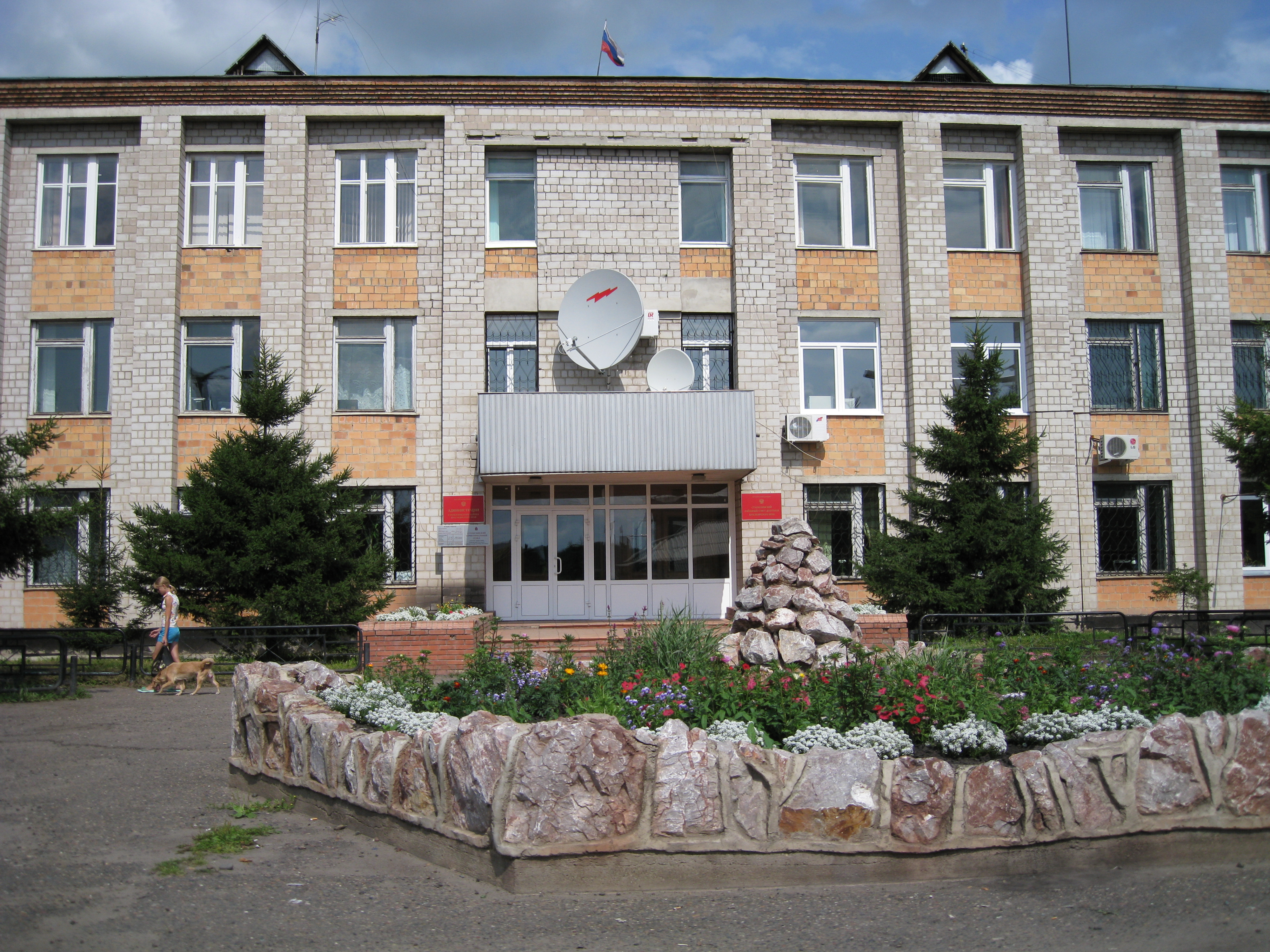
Gebäude der Rajonverwaltung
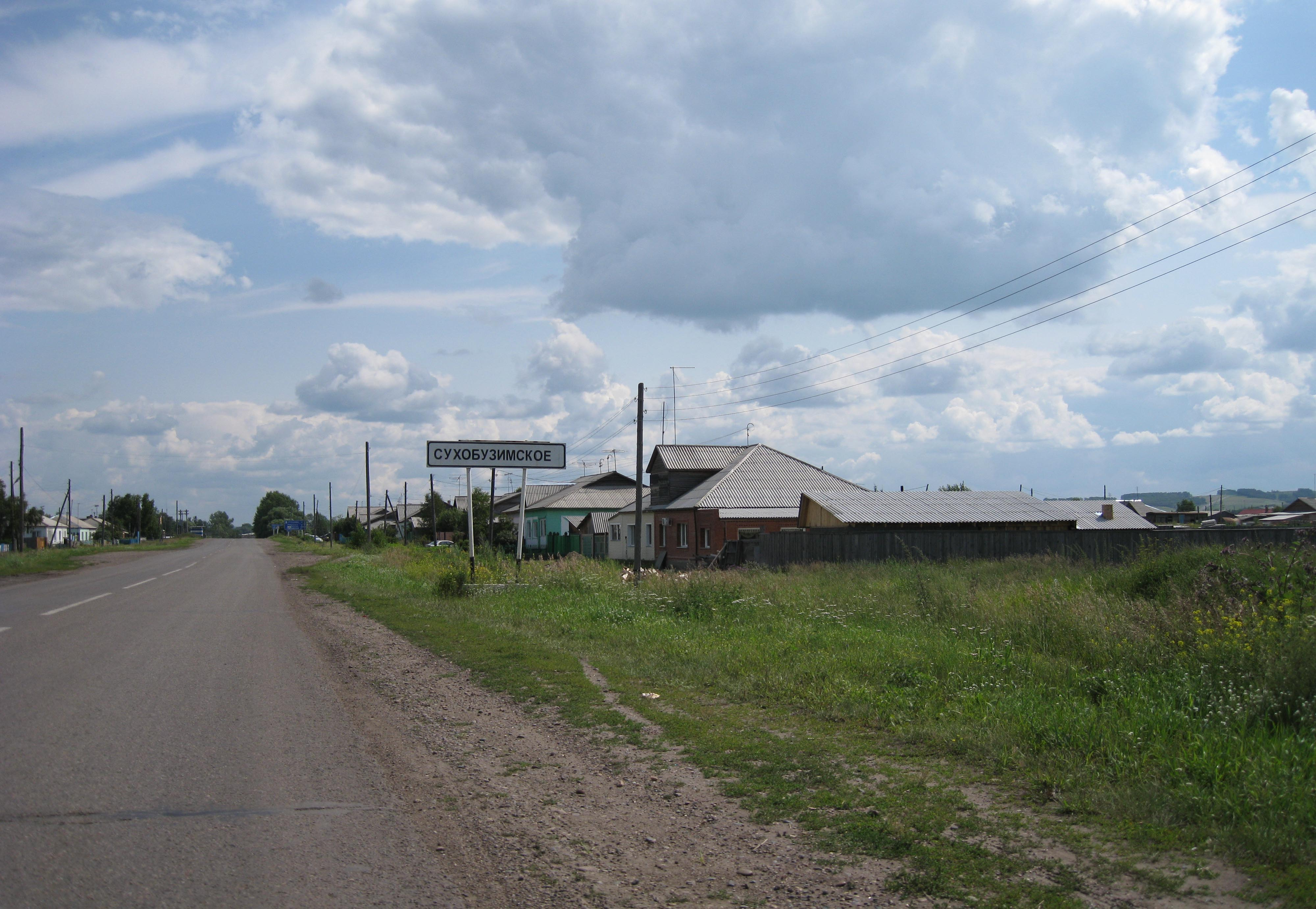
Einfahrt nach Suchobusimskoje

## Geschichte
Das Dorf wurde 1710 gegründet und nach einem der Flüsse Suchoi Busim genannt; bis ins 20. Jahrhundert bürgerte sich zunächst die Form Suchobusimo ein, später wurde die heutige Bezeichnung offiziell, während Suchobusimo bis heute inoffizielle Verwendung findet. Bereits seit dem 18. Jahrhundert Sitz einer Wolost, ist Suchobusimskoje am 4. April 1924 Verwaltungszentrum eines nach ihm benannten Rajons, mit Unterbrechung von 1963 bis 1968, als der Rajon aufgelöst und sein Territorium dem Bolschemurtinski rajon mit Sitz im knapp 50 km nördlich gelegenen Bolschaja Murta zugeordnet war.

## Bevölkerungsentwicklung
| Jahr | Einwohner |
| ---- | --------- |
| 1897 | 1563      |
| 1939 | 2112      |
| 1959 | 3175      |
| 1970 | 3801      |
| 1979 | 4035      |
| 1989 | 5466      |
| 2002 | 4622      |
| 2010 | 4361      |

Anmerkung: Volkszählungsdaten

## Verkehr
Suchobusimskoje liegt an der Regionalstraße 04K-851, die gut 20 km westsüdwestlich bei Minderla von der 04K-044 (Jenisseiski trakt, ehemals R409) Krasnojarsk – Jenisseisk abzweigt und weiter ins 25 km südöstlich am Jenissei gelegene Dorf Atamanowo führt. Von Suchobusimskoje  den Busim abwärts bis Bereg Taskino verläuft die 04N-857.
Die per Straße nächstgelegene Bahnstation befindet sich an der Transsibirischen Eisenbahn in Krasnojarsk.

## Persönlichkeiten
- Wassili Surikow (1848–1916), Maler, verbrachte einen Teil seiner Kindheit in Suchoi Busim